# Morro Las Papas
Morro Las Papas,  es un cerro pre cordillerano de Los Andes, siendo uno de más visitados de la ciudad de Santiago.

## Descripción
Tiene una de altitud 1.380 m s. n. m. y se encuentra al noroeste del Cerro Alto las Vizcachas, en la comuna de Las Condes. 
Recibe su nombre por las formaciones rocosas de su cumbre, que asemejan una agrupación de papas (Solanum tuberosum).
Este morro es parte de la cadena montañosa sierra de Ramón, la que tiene por límites el río Mapocho por el Norte y el río Maipo por el Sur.

## Situación ecológica
Actualmente se encuentra considerado como zona de protección ambiental por Protege.

## Mirador Don Carlos
Entrando por San Carlos de Apoquindo, hacia el suroriente, uno tiene acceso a un bonito mirador, en el Morro Las Papas (1.380 m s. n. m.). Se cuenta que era frecuentado por un señor (Don Carlos), socio de la Católica y equitador, quien solía subir a caballo a este mirador, llevando a sus amigos, para que disfutaran del paseo y del paisaje. Cuando murió, sus amigos del grupo de equitación de la Católica, llevaron sus cenizas al Morro Las Papas e hicieron un lindo mirador techado, del cual aún quedan vestigios.